# Nazionale maschile di rugby a 7 dell'Argentina
La nazionale di rugby a 7 dell'Argentina è la selezione che rappresenta l'Argentina a livello internazionale nel rugby a 7.
La nazionale argentina partecipa regolarmente a tutti i tornei delle World Rugby Sevens Series, alla Coppa del Mondo di rugby a 7, ai Giochi panamericani e a quelli sudamericani. L'Argentina si è classificata al terzo posto nelle World Sevens Series durante l'edizione 2003-04, mentre il migliore risultato ottenuto nella Coppa del Mondo consiste nel raggiungimento della finale nel 2009 dove è stata sconfitta 19-12 dal Galles.
L'Argentina si è qualificata alla prima edizione del torneo olimpico di rugby a 7 che si è svolto durante i Giochi di Rio de Janeiro 2016, dove ha dovuto soccombere ai quarti di finale 5-0 contro la Gran Bretagna. La nazionale ha concluso le Olimpiadi piazzandosi al sesto posto, dietro la Nuova Zelanda.
A Tokyo 2020 la selezione viene eliminata 14-26 in semifinale da Figi, vincendo poi la finale per il terzo posto 12-17 ai danni della Gran Bretagna e conquistando la medaglia di bronzo, mentre a Parigi 2024 viene eliminata ai quarti di finale dalla selezione del paese ospitante (poi vincitrice del torneo di rugby a 7) e si è classificata in seguito al settimo posto.

## Palmarès
- Giochi olimpici

Tokyo 2020: medaglia di bronzo
- Giochi mondiali

Duisburg 2005: medaglia di bronzo
Cali 2013: medaglia d'argento
- Giochi panamericani

Guadalajara 2011: medaglia d'argento
Toronto 2015: medaglia d'argento
Lima 2019: medaglia d'oro
- Giochi sudamericani

Santiago del Cile 2014: medaglia d'oro
Cochabamba 2018: medaglia di bronzo
- Seven Sudamericano: 10

2006, 2007, 2008, 2009, 2010, 2011, 2013, 2014, 2015, 2019

## Partecipazioni ai principali tornei internazionali
- 2016: 6º posto
- 2020:  3º posto
- 2024: 7º posto

- 1993: vincitore Plate
- 1997: quarti di finale Plate
- 2001:  semifinali
- 2005: quarti di finale
- 2009:  2º posto
- 2013: semifinale Plate
- 2018: 5º posto

- 1999-00: 7º posto
- 2000-01: 6º posto
- 2001-02: 7º posto
- 2002-03: 7º posto
- 2003-04:  3º posto
- 2004-05: 5º posto
- 2005-06: 6º posto
- 2006-07: 10º posto
- 2007-08: 6º posto
- 2008-09: 5º posto
- 2009-10: 7º posto
- 2010-11: 8º posto
- 2011-12: 7º posto
- 2012-13: 10º posto
- 2013-14: 9º posto
- 2014-15: 8º posto
- 2015-16: 5º posto
- 2016-17: 9º posto
- 2017-18: 7º posto
- 2018-19: 9º posto
- 2019-20: 9º posto

- 2011:  2º posto
- 2015:  2º posto
- 2019:  1º posto

- 2014:  1º posto
- 2018:  3º posto